# 桜本光
桜本 光（さくらもと ひかる、1947年 - ）は、日本の経済学者、慶應義塾大学商学部名誉教授。専攻は生産者行動理論と実証、国際産業連関分析。

## 経歴
1947年に山梨県に生まれる。1971年に慶應義塾大学商学部を卒業、1973年に同大学大学院修士課程を修了、1976年に同博士課程を単位取得退学。1974年に同大学商学部助手、1980年に同助教授、1989年に同教授となる。慶應義塾大学商学部長、慶應義塾評議員を歴任。労働経済学、マクロ経済指数の研究、産業連関分析を用いた研究に取り組んだ。

## 著作

### 共著
- （井原哲夫・辻村和佑・牧厚志）『経済学入門―現実の経済を理解するために（第２版）』（日本評論社、2008年）

### 主な論文
- 「労働時間短縮と生産性」『三田商学研究』17巻6号, 65-84頁, 1975年.
- 「労働需要の実証分析」『三田商学研究』19巻6号, 45-71頁, 1977年.
- 「労働生産性と時間短縮」『三田商学研究』22巻1号, 107-126頁, 1979年.
- 「最近のマクロ・モデルの動向 : 米国と日本のモデル分析」『三田商学研究』22巻6号, 74-86頁, 1980年.
- 「性別労働需要の理論と実証分析(<特集>計量経済学特集)」『三田商学研究』23巻3号, 13-36頁, 1980年.
- 「賃金格差と労働市場モデル(商学部創立25周年記念号(4))」『三田商学研究』25巻4号, 513-530頁, 1982年.
- 「現代指数論の展望(鈴木諒一教授退任記念号)」『三田商学研究』29巻1号, 26-38頁, 1986年.
- 「エネルギー価格変化と資源配分 : 一般均衡モデルによる租税政策効果」『三田商学研究』30巻3号, 1-31頁, 1987年.
- 「消費者選好理論と実証分析」『三田商学研究』31巻3号, 14-38頁, 1988年.
- 「GDPデフレーターの理論と実証(辻村江太郎教授退任記念号)」『三田商学研究』32巻1号, 267-295頁, 1989年.
- 「望ましい経済指数とその性質 : Divisia指数とFisher連鎖指数 (岩田暁一教授退任記念号)」『三田商学研究』42巻5号, 91頁, 1999年.
- 「中国瀋陽市における小規模植林CDM の概要」『三田商学研究』53巻2号, 91頁, 2010年.
- 「有給休暇完全取得の経済効果 : 産業連関分析を利用して」『三田商学研究』54巻1号, 51-67頁, 2011年.